# Legislatura de la Provincia de Jujuy
La Legislatura de la Provincia de Jujuy es el cuerpo legislativo de la provincia argentina de Jujuy. Es la única cámara encargada de la elaboración de leyes en esta provincia y está formada por 48 diputados. La mitad de sus miembros se renueva por elección popular cada dos años para un período de cuatro años. Los diputados representan directamente al pueblo de la Provincia en distrito único. Quien ejerce la presidencia en las sesiones de la legislatura es el Vicegobernador.

## Composición actual (2025-2027)
Todos los diputados comienzan su mandato el 10 de diciembre y lo terminan el 9 de diciembre de los años correspondientes, excepto cuando se indique otra fecha.
| Diputado                         | Bloque | Bloque                  | Inicio del Mandato | Fin del Mandato |
| -------------------------------- | ------ | ----------------------- | ------------------ | --------------- |
| María Teresa Agostini            |        | Jujuy Crece             | 2025               | 2029            |
| Luciano Victorio Angelini        |        | Jujuy Crece             | 2025               | 2029            |
| Kevin Gustavo Ballesty           |        | La Libertad Avanza      | 2025               | 2029            |
| Ivana Gisel Bravo                |        | Jujuy Crece             | 2025               | 2029            |
| Mirian Abel Burgos               |        | Jujuy Crece             | 2023               | 2027            |
| Luis Federico Canedi             |        | La Libertad Avanza      | 2025               | 2029            |
| Angelica Fidela Castillo         |        | Jujuy Crece             | 2023               | 2027            |
| María Fernanda Checa Monaldi     |        | La Libertad Avanza      | 2025               | 2029            |
| Diego Orlando Cruz               |        | Jujuy Crece             | 2023               | 2027            |
| Lamia Nahir Debbo                |        | PTS Frente de Izquierda | 2025               | 2029            |
| Martin Eduardo Fellner           |        | Frente Justicialista    | 2023               | 2027            |
| María Teresa Ferrín              |        | Jujuy Crece             | 2023               | 2027            |
| Mario Raymundo Fyad              |        | Jujuy Crece             | 2023               | 2027            |
| María Laura Tome Gamez           |        | La Libertad Avanza      | 2025               | 2029            |
| Omar Alberto Gutiérrez           |        | Jujuy Crece             | 2025               | 2029            |
| María Agustina Guzman            |        | Jujuy Crece             | 2023               | 2027            |
| Carlos Guillermo Haquim          |        | Primero Jujuy           | 2023               | 2027            |
| Noemí Elizabeth Isasmendi        |        | Frente Justicialista    | 2025               | 2029            |
| Santiago Omar Jubert             |        | Jujuy Crece             | 2023               | 2027            |
| Miguel Andres Lopez              |        | PTS Frente de Izquierda | 2023               | 2027            |
| Mario Humberto Lobo              |        | Jujuy Crece             | 2025               | 2029            |
| Guido Alfredo Luna               |        | Jujuy Crece             | 2023               | 2027            |
| Nelson Federico Manente          |        | Jujuy Crece             | 2023               | 2027            |
| María Alejandra Mollon           |        | Jujuy Crece             | 2025               | 2029            |
| Natalia Andrea Morales           |        | PTS Frente de Izquierda | 2023               | 2027            |
| Adriano Morone                   |        | Jujuy Crece             | 2025               | 2029            |
| Mario Horacio Nallar             |        | Jujuy Crece             | 2025               | 2029            |
| Yael Nicolás Navarro             |        | Jujuy Crece             | 2025               | 2029            |
| Ramón Ángel Neyra                |        | Jujuy Crece             | 2025               | 2029            |
| Mariela del Valle Ortiz          |        | Jujuy Crece             | 2023               | 2027            |
| Matías Fernando Paterno          |        | La Libertad Avanza      | 2025               | 2029            |
| Ivan Euclides Poncio             |        | Jujuy Crece             | 2023               | 2027            |
| Noelia Isabel Quispe             |        | Jujuy Crece             | 2023               | 2027            |
| Gastón Alejandro Remy            |        | PTS Frente de Izquierda | 2023               | 2027            |
| Estela Patricia Ríos             |        | Jujuy Crece             | 2025               | 2029            |
| Rubén Armando Rivarola           |        | Frente Justicialista    | 2023               | 2027            |
| Ernesto Cristián Rivarola        |        | Frente Justicialista    | 2023               | 2027            |
| Emiliano Vera Robinson           |        | La Libertad Avanza      | 2025               | 2029            |
| Diego Raúl Rotela                |        | Jujuy Crece             | 2023               | 2027            |
| María Claudia Sanchez Cantaberta |        | Frente Justicialista    | 2023               | 2027            |
| Juan Manuel Soler                |        | Frente Justicialista    | 2025               | 2029            |
| Alicia Ester Sosa                |        | Primero Jujuy           | 2023               | 2027            |
| Sofía Ternavasio                 |        | La Libertad Avanza      | 2025               | 2029            |
| Adelma Eudonia Torres            |        | Jujuy Crece             | 2025               | 2029            |
| María Lidia Amanda Uriondo       |        | Frente Justicialista    | 2023               | 2027            |
| Verónica Virginia Valente        |        | Frente Justicialista    | 2023               | 2027            |
| Daniela del Carmen Vélez         |        | Frente Justicialista    | 2025               | 2029            |
| Alejandro Vilca                  |        | PTS Frente de Izquierda | 2025               | 2029            |

## Composición histórica
| 2023-2025                          | 2023-2025 | 2023-2025                             | 2023-2025          | 2023-2025       |
| Diputado                           | Bloque    | Bloque                                | Inicio del Mandato | Fin del Mandato |
| ---------------------------------- | --------- | ------------------------------------- | ------------------ | --------------- |
| Cynthia Eunice Alvarado            |           | Frente Cambia Jujuy                   | 2021               | 2025            |
| Silvina Malena Amerise             |           | Frente Cambia Jujuy                   | 2021               | 2025            |
| Luciano Victorio Angelini          |           | Frente Cambia Jujuy                   | 2021               | 2025            |
| Gustavo Daniel Arias               |           | Frente Cambia Jujuy                   | 2021               | 2025            |
| Alejandra Norma Patricia Armella   |           | Frente de Todos Partido Justicialista | 2021               | 2025            |
| Mabel Alicia Batallanos            |           | Frente Cambia Jujuy                   | 2021               | 2025            |
| Pedro Horacio Belizán              |           | Frente de Todos Partido Justicialista | 2021               | 2025            |
| Juan Ramón Brajcich                |           | Frente Cambia Jujuy                   | 2021               | 2025            |
| Ivana Gisel Bravo                  |           | Frente Cambia Jujuy                   | 2021               | 2025            |
| Mirian Abel Burgos                 |           | Frente Cambia Jujuy                   | 2023               | 2027            |
| Angelica Fidela Castillo           |           | Frente Cambia Jujuy                   | 2023               | 2027            |
| Diego Orlando Cruz                 |           | Frente Cambia Jujuy                   | 2023               | 2027            |
| Alejandra Eugenia Elías            |           | Frente Cambia Jujuy                   | 2021               | 2025            |
| Martin Eduardo Fellner             |           | Frente de Todos Partido Justicialista | 2023               | 2027            |
| María Teresa Ferrín                |           | Frente Cambia Jujuy                   | 2023               | 2027            |
| Mario Raymundo Fyad                |           | Frente Cambia Jujuy                   | 2023               | 2027            |
| Carlos Humberto García (fallecido) |           | Frente Cambia Jujuy                   | 2023               | 2025            |
| Valeria Iliana Gómez               |           | Frente de Todos Partido Justicialista | 2021               | 2025            |
| Natalia Yanina Guevara             |           | Frente Cambia Jujuy                   | 2021               | 2025            |
| Omar Alberto Gutiérrez             |           | Frente Cambia Jujuy                   | 2021               | 2025            |
| María Agustina Guzman              |           | Frente Cambia Jujuy                   | 2023               | 2027            |
| Carlos Guillermo Haquim            |           | Primero Jujuy                         | 2023               | 2027            |
| Juan Sebastian Jenefes Quevedo     |           | Frente de Todos Partido Justicialista | 2021               | 2025            |
| Santiago Omar Jubert               |           | Frente Cambia Jujuy                   | 2023               | 2027            |
| Miguel Andres Lopez                |           | PTS Frente de Izquierda               | 2023               | 2027            |
| Guido Alfredo Luna                 |           | Frente Cambia Jujuy                   | 2023               | 2027            |
| Nelson Federico Manente            |           | Frente Cambia Jujuy                   | 2023               | 2027            |
| Natalia Andrea Morales             |           | PTS Frente de Izquierda               | 2023               | 2027            |
| Adriano Morone                     |           | Frente Cambia Jujuy                   | 2021               | 2025            |
| Juan Eduardo Ortega                |           | Frente de Todos Partido Justicialista | 2021               | 2025            |
| Mariela del Valle Ortiz            |           | Frente Cambia Jujuy                   | 2023               | 2027            |
| Ivan Euclides Poncio               |           | Frente Cambia Jujuy                   | 2023               | 2027            |
| Hilda del Pilar Prolongo           |           | Frente Cambia Jujuy                   | 2023               | 2025            |
| Noelia Isabel Quispe               |           | Frente Cambia Jujuy                   | 2023               | 2027            |
| Olga Yolanda Ramos                 |           | Frente Cambia Jujuy                   | 2021               | 2025            |
| Gastón Alejandro Remy              |           | PTS Frente de Izquierda               | 2023               | 2027            |
| Rubén Armando Rivarola             |           | Frente de Todos Partido Justicialista | 2023               | 2027            |
| Ernesto Cristián Rivarola          |           | Frente de Todos Partido Justicialista | 2023               | 2027            |
| Diego Raúl Rotela                  |           | Frente Cambia Jujuy                   | 2023               | 2027            |
| Francisco Ruiz                     |           | Frente Cambia Jujuy                   | 2023               | 2025            |
| Marta Itatí Russo Arriola          |           | Frente Cambia Jujuy                   | 2021               | 2025            |
| Néstor Armando Sanabia             |           | Frente Cambia Jujuy                   | 2021               | 2025            |
| María Claudia Sanchez Cantaberta   |           | Frente de Todos Partido Justicialista | 2023               | 2027            |
| Alicia Ester Sosa                  |           | Primero Jujuy                         | 2023               | 2027            |
| Adolfo Fabián Tejerina             |           | Frente Cambia Jujuy                   | 2021               | 2025            |
| María Lidia AmandaUriondo          |           | Frente de Todos Partido Justicialista | 2023               | 2027            |
| Verónica Virginia Valente          |           | Frente de Todos Partido Justicialista | 2023               | 2027            |
| Daniela del Carmen Vélez           |           | Frente de Todos Partido Justicialista | 2021               | 2025            |
| Fuente: actualizada al 4/3/2025.   |           |                                       |                    |                 |

| 2021-2023                        | 2021-2023 | 2021-2023                               | 2021-2023          | 2021-2023       |
| Diputado                         | Bloque    | Bloque                                  | Inicio del Mandato | Fin del Mandato |
| -------------------------------- | --------- | --------------------------------------- | ------------------ | --------------- |
| Juan Carlos Abud Robles          |           | Frente Cambia Jujuy                     | 2019               | 2023            |
| Cynthia Eunice Alvarado          |           | Frente Cambia Jujuy                     | 2021               | 2025            |
| Silvina Malena Amerise           |           | Frente Cambia Jujuy                     | 2021               | 2025            |
| Luciano Victorio Angelini        |           | Frente Cambia Jujuy                     | 2021               | 2025            |
| Gustavo Daniel Arias             |           | Frente Cambia Jujuy                     | 2021               | 2025            |
| Alejandra Norma Patricia Armella |           | Frente de Todos - Partido Justicialista | 2021               | 2025            |
| Antonio Asmuzi                   |           | Primero Jujuy                           | 2019               | 2023            |
| Mabel Alicia Batallanos          |           | Frente Cambia Jujuy                     | 2021               | 2025            |
| Pedro Horacio Belizán            |           | Frente de Todos - Partido Justicialista | 2021               | 2025            |
| Alberto Bernis                   |           | Frente Cambia Jujuy                     | 2021               | 2025            |
| Juan Ramón Brajcich              |           | Frente Cambia Jujuy                     | 2021               | 2025            |
| Ivana Gisel Bravo                |           | Frente Cambia Jujuy                     | 2021               | 2025            |
| María Gabriela Burgos            |           | Frente Cambia Jujuy                     | 2021               | 2025            |
| Luis Horacio Cabana              |           | Frente de Todos - Partido Justicialista | 2019               | 2023            |
| Juan Miguel Cardozo Traillou     |           | Juntos por Jujuy - Frente de Todos      | 2019               | 2023            |
| Alejandra Eugenia Elías          |           | Frente Cambia Jujuy                     | 2021               | 2025            |
| Mariela Elizabet Ferreyra        |           | Frente de Todos - Partido Justicialista | 2019               | 2023            |
| María Teresa Ferrín              |           | Frente Cambia Jujuy                     | 2019               | 2023            |
| Valeria Iliana Gómez             |           | Frente de Todos - Partido Justicialista | 2021               | 2025            |
| Natalia Yanina Guevara           |           | Frente Cambia Jujuy                     | 2021               | 2025            |
| Omar Alberto Gutiérrez           |           | Frente Cambia Jujuy                     | 2021               | 2025            |
| Juan Sebastian Jenefes Quevedo   |           | Frente de Todos - Partido Justicialista | 2021               | 2025            |
| Débora Ruth Juárez Orieta        |           | Juntos por Jujuy - Frente de Todos      | 2019               | 2023            |
| Santiago Omar Jubert             |           | Frente Cambia Jujuy                     | 2019               | 2023            |
| Olver Pedro Legal                |           | Frente Cambia Jujuy                     | 2019               | 2023            |
| José Humberto López              |           | Frente Cambia Jujuy                     | 2021               | 2025            |
| Guido Alfredo Luna               |           | Frente Cambia Jujuy                     | 2019               | 2023            |
| Victoria Cristina Luna Murillo   |           | Frente Cambia Jujuy                     | 2019               | 2023            |
| Emanuel Ángel Martín Palmieri    |           | Frente de Todos - Partido Justicialista | 2019               | 2023            |
| Adriano Morone                   |           | Frente Cambia Jujuy                     | 2021               | 2025            |
| José Marcelo Nasif               |           | Independiente (Primero Jujuy)           | 2019               | 2023            |
| Orlando Rodolfo Nieto            |           | Frente Cambia Jujuy                     | 2019               | 2023            |
| Juan Eduardo Ortega              |           | Frente de Todos - Partido Justicialista | 2021               | 2025            |
| Mariela del Valle Ortiz          |           | Primero Jujuy                           | 2019               | 2023            |
| Fernando Adrián Posadas          |           | Frente de Todos - Partido Justicialista | 2019               | 2023            |
| Olga Yolanda Ramos               |           | Frente Cambia Jujuy                     | 2021               | 2025            |
| Ernesto Cristián Rivarola        |           | Frente de Todos - Partido Justicialista | 2021               | 2023            |
| Rubén Armando Rivarola           |           | Frente de Todos - Partido Justicialista | 2019               | 2023            |
| Jorge Alberto Rodrigues          |           | Frente de Todos - Partido Justicialista | 2019               | 2023            |
| Marta Itatí Russo Arriola        |           | Frente Cambia Jujuy                     | 2021               | 2025            |
| Néstor Armando Sanabia           |           | Frente Cambia Jujuy                     | 2021               | 2025            |
| Gaspar Alberto Santillán         |           | Primero Jujuy                           | 2019               | 2022            |
| Alejandro Snopek                 |           | Juntos por Jujuy - Frente de Todos      | 2019               | 2023            |
| Adolfo Fabián Tejerina           |           | Frente Cambia Jujuy                     | 2021               | 2025            |
| Fátima Rocío Tisera Villagra     |           | Frente de Todos - Partido Justicialista | 2019               | 2023            |
| Ramiro Tizón                     |           | Frente Cambia Jujuy                     | 2019               | 2023            |
| Omar Edgardo Toro                |           | Primero Jujuy                           | 2019               | 2023            |
| Daniela del Carmen Vélez         |           | Frente de Todos - Partido Justicialista | 2021               | 2025            |

| 2019-2021                      | 2019-2021 | 2019-2021                               | 2019-2021          | 2019-2021       |
| Diputado                       | Bloque    | Bloque                                  | Inicio del Mandato | Fin del Mandato |
| ------------------------------ | --------- | --------------------------------------- | ------------------ | --------------- |
| Juan Carlos Abud Robles        |           | Frente Cambia Jujuy                     | 2019               | 2023            |
| Gabriela Romina Albornoz       |           | Frente Cambia Jujuy                     | 2017               | 2021            |
| Martín Iñaki Aldasoro          |           | Independiente (PTS)                     | 2017               | 2021            |
| Cynthia Eunice Alvarado        |           | Frente Cambia Jujuy                     | 2017               | 2021            |
| Carlos Alberto Amaya           |           | Frente Cambia Jujuy                     | 2017               | 2021            |
| Antonio Asmuzi                 |           | Primero Jujuy                           | 2019               | 2023            |
| Pedro Horacio Belizán          |           | Frente de Todos - Partido Justicialista | 2017               | 2021            |
| Alberto Bernis                 |           | Frente Cambia Jujuy                     | 2017               | 2021            |
| Luis Horacio Cabana            |           | Frente de Todos - Partido Justicialista | 2019               | 2023            |
| Juan Miguel Cardozo Traillou   |           | Juntos por Jujuy - Frente de Todos      | 2019               | 2023            |
| Alejandra Noemí Cejas          |           | Frente de Todos - Partido Justicialista | 2017               | 2021            |
| Leila Susana Chaher            |           | Frente de Todos - Partido Justicialista | 2019               | 2021            |
| María Magdalena Condori        |           | Frente Cambia Jujuy                     | 2017               | 2021            |
| Osvaldo Francisco Cuéllar      |           | Frente Cambia Jujuy                     | 2017               | 2021            |
| Sebastián Echavarri            |           | Primero Jujuy                           | 2017               | 2021            |
| Alejandra Eugenia Elías        |           | Frente Cambia Jujuy                     | 2017               | 2021            |
| Liliana Beatriz Fellner        |           | Frente de Todos - Partido Justicialista | 2017               | 2021            |
| Mariela Elizabet Ferreyra      |           | Frente de Todos - Partido Justicialista | 2019               | 2023            |
| María Teresa Ferrín            |           | Frente Cambia Jujuy                     | 2019               | 2023            |
| Alfredo Gerry                  |           | Frente de Todos - Partido Justicialista | 2018               | 2021            |
| Susana Raquel Haquim           |           | Primero Jujuy                           | 2017               | 2021            |
| Héctor Eduardo Hernández       |           | PTS - Frente de Izquierda               | 2017               | 2021            |
| Débora Ruth Juárez Orieta      |           | Juntos por Jujuy - Frente de Todos      | 2019               | 2023            |
| Santiago Omar Jubert           |           | Frente Cambia Jujuy                     | 2019               | 2023            |
| Olver Pedro Legal              |           | Frente Cambia Jujuy                     | 2019               | 2023            |
| José Humberto López            |           | Frente Cambia Jujuy                     | 2017               | 2021            |
| Guido Alfredo Luna             |           | Frente Cambia Jujuy                     | 2019               | 2023            |
| Victoria Cristina Luna Murillo |           | Frente Cambia Jujuy                     | 2019               | 2023            |
| Emanuel Ángel Martín Palmieri  |           | Frente de Todos - Partido Justicialista | 2019               | 2023            |
| Natalia Andrea Morales         |           | PTS - Frente de Izquierda               | 2017               | 2021            |
| José Marcelo Nasif             |           | Independiente (Primero Jujuy)           | 2019               | 2023            |
| Irma Lourdes Navarro           |           | Frente Cambia Jujuy                     | 2017               | 2021            |
| Orlando Rodolfo Nieto          |           | Frente Cambia Jujuy                     | 2019               | 2023            |
| María Eugenia Nieva            |           | Frente Cambia Jujuy                     | 2017               | 2021            |
| Mariela del Valle Ortiz        |           | Primero Jujuy                           | 2019               | 2023            |
| Fernando Adrián Posadas        |           | Frente de Todos - Partido Justicialista | 2019               | 2023            |
| Rubén Armando Rivarola         |           | Frente de Todos - Partido Justicialista | 2019               | 2023            |
| César Luciano Rivas            |           | Frente Cambia Jujuy                     | 2017               | 2021            |
| Jorge Alberto Rodrigues        |           | Frente de Todos - Partido Justicialista | 2019               | 2023            |
| Néstor Armando Sanabia         |           | Frente Cambia Jujuy                     | 2017               | 2021            |
| Gaspar Alberto Santillán       |           | Primero Jujuy                           | 2019               | 2023            |
| Alejandro Snopek               |           | Juntos por Jujuy - Frente de Todos      | 2019               | 2023            |
| Adolfo Fabián Tejerina         |           | Frente Cambia Jujuy                     | 2017               | 2021            |
| Fátima Rocío Tisera Villagra   |           | Frente de Todos - Partido Justicialista | 2019               | 2023            |
| Ramiro Tizón                   |           | Frente Cambia Jujuy                     | 2019               | 2023            |
| Omar Edgardo Toro              |           | Primero Jujuy                           | 2019               | 2023            |
| Pedro Ernesto Torres           |           | Frente de Todos - Partido Justicialista | 2017               | 2021            |
| Alejandro Ariel Vilca          |           | PTS - Frente de Izquierda               | 2017               | 2021            |

| 2017-2019                      | 2017-2019 | 2017-2019                                     | 2017-2019          | 2017-2019       |
| Diputado                       | Bloque    | Bloque                                        | Inicio del Mandato | Fin del Mandato |
| ------------------------------ | --------- | --------------------------------------------- | ------------------ | --------------- |
| Gabriela Romina Albornoz       |           | Frente Cambia Jujuy                           | 2017               | 2021            |
| Martín Iñaki Aldasoro          |           | PTS - Frente de Izquierda                     | 2017               | 2021            |
| Cynthia Eunice Alvarado        |           | Frente Cambia Jujuy                           | 2017               | 2021            |
| Carlos Alberto Amaya           |           | Frente Cambia Jujuy                           | 2017               | 2021            |
| Marcela Fabiana Arjona         |           | Frente Cambia Jujuy                           | 2015               | 2019            |
| Mabel Balconte                 |           | Unidos y Organizados por la Soberanía Popular | 2015               | 2019            |
| Pedro Horacio Belizán          |           | Justicialista                                 | 2019               | 2021            |
| Alberto Bernis                 |           | Frente Cambia Jujuy                           | 2019               | 2021            |
| Luis Horacio Cabana            |           | Justicialista                                 | 2019               | 2021            |
| Juan Miguel Cardozo Traillou   |           | Justicialista                                 | 2019               | 2021            |
| Alejandra Noemí Cejas          |           | Justicialista                                 | 2017               | 2021            |
| María Magdalena Condori        |           | Frente Cambia Jujuy                           | 2019               | 2021            |
| Osvaldo Francisco Cuéllar      |           | Frente Cambia Jujuy                           | 2019               | 2021            |
| Carlos Renán Dada              |           | Frente Cambia Jujuy                           | 2015               | 2019            |
| Humberto Eduardo Díaz          |           | Frente Cambia Jujuy                           | 2015               | 2019            |
| Sebastián Echavarri            |           | Primero Jujuy                                 | 2017               | 2021            |
| Alejandra Eugenia Elías        |           | Frente Cambia Jujuy                           | 2017               | 2021            |
| Juan Manuel Esquivel           |           | Unidos y Organizados por la Soberanía Popular | 2015               | 2019            |
| Liliana Beatriz Fellner        |           | Justicialista                                 | 2017               | 2021            |
| María Teresa Ferrín            |           | Frente Cambia Jujuy                           | 2015               | 2019            |
| Alfredo Gerry                  |           | Justicialista                                 | 2018               | 2021            |
| Susana Raquel Haquim           |           | Primero Jujuy                                 | 2017               | 2021            |
| Héctor Eduardo Hernández       |           | PTS - Frente de Izquierda                     | 2017               | 2021            |
| Francisco Javier Hinojo        |           | Justicialista                                 | 2015               | 2019            |
| Débora Ruth Juárez Orieta      |           | Primero Jujuy                                 | 2015               | 2019            |
| Olver Pedro Legal              |           | Frente Cambia Jujuy                           | 2015               | 2019            |
| José Humberto López            |           | Frente Cambia Jujuy                           | 2017               | 2021            |
| Guido Alfredo Luna             |           | Frente Cambia Jujuy                           | 2015               | 2019            |
| Victoria Cristina Luna Murillo |           | Frente Cambia Jujuy                           | 2015               | 2019            |
| Alberto Miguel Matuk           |           | Justicialista                                 | 2015               | 2019            |
| Natalia Andrea Morales         |           | PTS - Frente de Izquierda                     | 2017               | 2021            |
| José Marcelo Nasif             |           | Primero Jujuy                                 | 2015               | 2019            |
| Irma Lourdes Navarro           |           | Frente Cambia Jujuy                           | 2017               | 2021            |
| Orlando Rodolfo Nieto          |           | Frente Cambia Jujuy                           | 2015               | 2019            |
| María Eugenia Nieva            |           | Frente Cambia Jujuy                           | 2017               | 2021            |
| Gabriel Nilson Ortega          |           | Justicialista                                 | 2015               | 2019            |
| Mariela del Valle Ortiz        |           | Eva Perón                                     | 2015               | 2019            |
| Rubén Armando Rivarola         |           | Justicialista                                 | 2015               | 2019            |
| César Luciano Rivas            |           | Frente Cambia Jujuy                           | 2017               | 2021            |
| Néstor Armando Sanabia         |           | Frente Cambia Jujuy                           | 2017               | 2021            |
| Gaspar Alberto Santillán       |           | Primero Jujuy                                 | 2015               | 2019            |
| Pedro Antonio Segura López     |           | Primero Jujuy                                 | 2015               | 2019            |
| María Cristina Solís           |           | Justicialista                                 | 2015               | 2019            |
| Adolfo Fabián Tejerina         |           | Frente Cambia Jujuy                           | 2017               | 2021            |
| Alfredo Norberto Tinte         |           | Frente Cambia Jujuy                           | 2015               | 2019            |
| Ramiro Tizón                   |           | Frente Cambia Jujuy                           | 2015               | 2019            |
| Pedro Ernesto Torres           |           | Justicialista                                 | 2017               | 2021            |
| Alejandro Ariel Vilca          |           | PTS - Frente de Izquierda                     | 2017               | 2021            |